# Multiconjunt
En matemàtiques, un multiconjunt (també anomenat bossa o bag) es diferencia d'un conjunt en el fet que cada membre del mateix té associada una multiplicitat (un nombre natural), indicant quantes vegades l'element és membre del conjunt, Per exemple, en el multiconjunt { a, a, b, b, b, c }, les multiplicitats dels membres a, b i c són 2, 3 i 1, respectivament.

## Definició formal
En teoria de conjunts, un multiconjunt es defineix com el parell (A, m) on A és un conjunt i m : A → N és una aplicació de A a N (nombres naturals positius). A es coneix com el conjunt subjacent d'elements. Per cada a de A, la multiplicitat de a és el nombre m(a).
És comú escriure la funció m com un conjunt de parells ordenats {(a, m(a)) : a ∈ A}. Sent aquesta, sense lloc a dubte, la definició (utilitzant teoria de conjunts) de la funció m. Per exemple:
- El multiconjunt escrit com {a, b, b} es defineix com {(a, 1), (b, 2)},
- El següent {a, a, b}, per altra banda, es defineix com {(a, 2), (b, 1)}, i
- Finalment, el multiconjunt {a, b} es defineix com {(a, 1), (b, 1)}.

Si el conjunt A és finit, la dimensió o longitud del multiconjunt (A, m) és la suma de totes les multiplicitats per cada element de A:
{\displaystyle \sum _{a\in A}m(a).}
Un submulticonjunt (B, n) del multiconjunt (A, m) és un subconjunt B ⊆ A i una aplicació n : B → N tal que n(a) ≤ m(a).

## Exemples
Un dels exemples més simples és el multiconjunt dels factors nombre primer d'un nombre natural n.
El conjunt subjacent d'elements, en aquest cas, és el conjunt de divisors primers de n. Per exemple, pel nombre 120 obtenim la factorització:{\displaystyle 120=2^{3}3^{1}5^{1}}, que resulta el multiconjunt {2, 2, 2, 3, 5}.
Un altre exemple conegut és el multiconjunt de solucions d'una equació algebraica. Una equació quadràtica, per exemple, té dues solucions; tot i que en alguns casos, ambdues poden ser el mateix nombre.
Així, el multiconjunt de solucions d'una equació quadràtica put ser { 3, 5 }, però també { 4, 4 }. En aquest últim, la solució 4 té multiplicitat 2.